# Centro-Oeste paulista
O Centro-Oeste Paulista é uma grande região do estado de São Paulo que compreende o entorno das cidades de Araçatuba, Assis, Bauru, Marília, Presidente Prudente e Tupã.
A região se destacou ao longo da segunda metade do século XIX e primeiras décadas do século XX, ao lado do Nordeste Paulista e da região de Campinas, como a principal região cafeeira do estado, grão que impulsionou a economia e a colonização local durante o período. Atualmente, a região ainda conta com forte presença do setor agropecuário em sua economia, que está associado a um significante crescimento do setor terciário desde o final do século XX.

## Controvérsias históricas
Em história do século XIX, quando se refere a Oeste Paulista, na verdade se refere à região de todo o Centro-Oeste Paulista, além do Nordeste e Noroeste Paulista, porém, desde a segunda metade do século XX, tal conceito não é mais aplicado, em virtude dos rumos distintos que as regiões tomaram, sendo o Oeste Paulista histórico, hoje dividido em Centro-Oeste Paulista, Nordeste Paulista e Noroeste Paulista.

### Centro-Oeste Paulista
Engloba o que atualmente se conhece como Oeste Paulista e Centro Paulista. Desta forma, se constitui como parte do que atualmente se conhece como Oeste Paulista, as regiões de: Adamantina, Dracena, Presidente Prudente; e como parte do Centro Paulista, as regiões de: Assis (São Paulo), Bauru,Jaú, Marília e Ourinhos. O Oeste Paulista é abrangido pelo DDD 18 e o Centro, pelo DDD 14.

### Nordeste Paulista
Engloba a área correspondente às regiões de Araraquara, Barretos, Franca e Ribeirão Preto. A região é abrangida pelo DDD 16.

### Noroeste Paulista
Engloba as regiões de Andradina, Araçatuba, Votuporanga e São José do Rio Preto, coincidentemente a maior mesorregião do estado de São Paulo, sendo abrangida pelos DDDs 17 (região de São José do Rio Preto) e 18 (região de Araçatuba).

## História
O Oeste Paulista era originalmente habitado por indígenas pertencentes a etnias como os caingangues, guarani-kaiowás e xavantes. A partir da segunda metade do século XIX, os ameríndios entraram em confronto com os não-indígenas que chegavam à região e foram derrotados e dizimados. Segundo dados da FUNAI de 2010, vivem na região 322 indígenas, das etnias caingangue, terena e crenaque, nas terras indígenas Vanuire (localizada em Tupã) e Icatu (localizada em Braúna).
Em meados do século XIX, chegaram à região migrantes vindos de Minas Gerais, que deixaram sua terra natal por causa da decadência do ciclo do ouro e a fuga da convocação militar para a Revolução de 1842 e a Guerra do Paraguai e foram atraídos para essa parte do Estado de São Paulo pelos solos férteis. 
Durante décadas, o Oeste Paulista era uma área remota, com escassa população não-indígena.
Ao longo das primeiras décadas do século XX, houve a expansão das ferrovias e do café para esta região. Com isso, para trabalhar nos cafezais, um grande número de forasteiros chegou à região: eram sobretudo imigrantes europeus (principalmente italianos) e descendentes próximos destes oriundos de outras regiões paulistas, mas também houve a chegada de migrantes nacionais vindos de Minas Gerais e da Região Nordeste e também de japoneses. Ao redor das estações de trem, surgiram muitas das atuais cidades da região, como Araçatuba, Birigui, Presidente Prudente, Lins e Marília, e as fazendas foram divididas em lotes urbanos e rurais. Companhias de colonização foram criadas, como a Companhia de Agricultura, Imigração e Colonização (CAIC), e sua atuação foi principalmente após a cultura cafeeira.

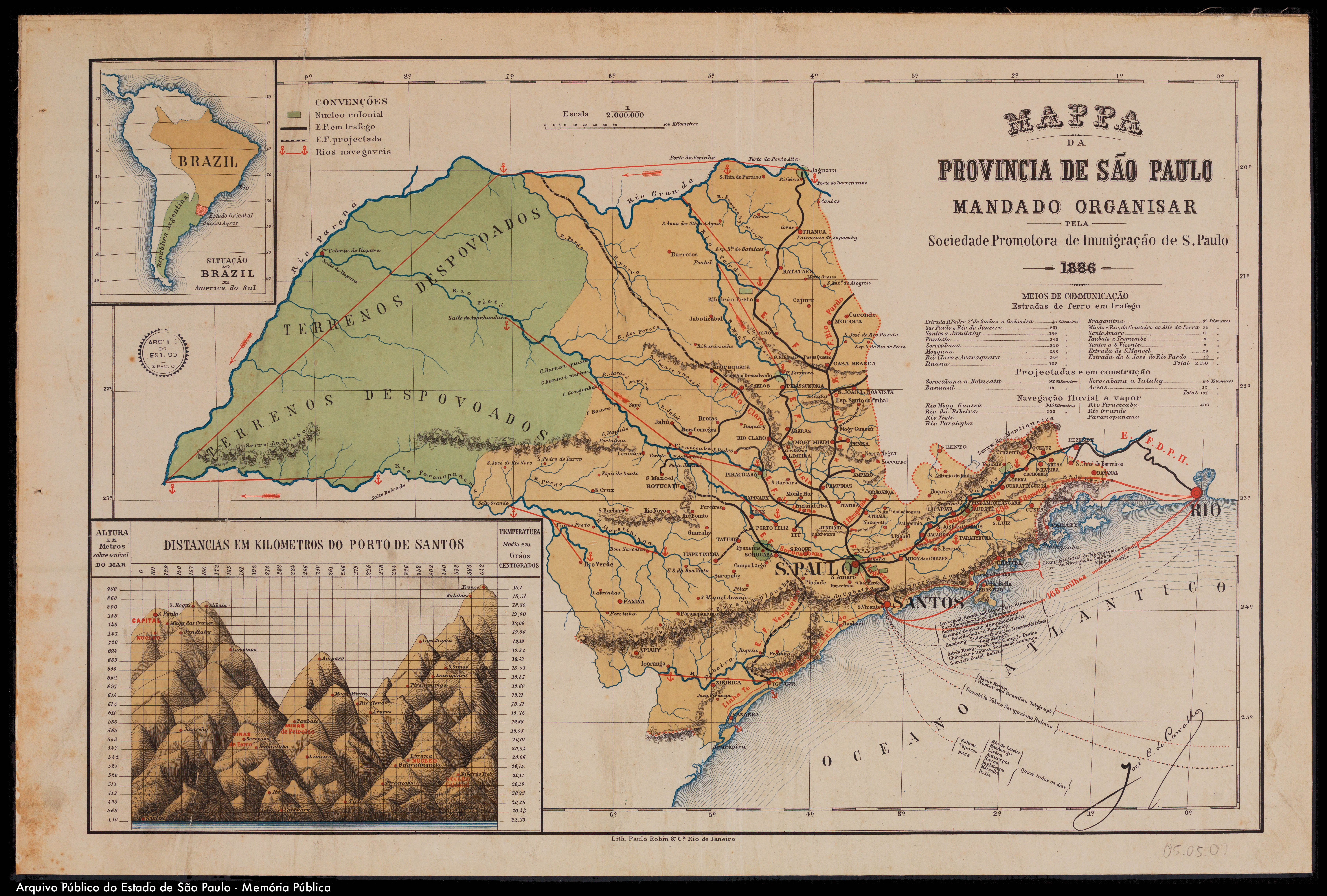
Mapa da Província de São Paulo de 1886, mostrando a região atualmente conhecida como Oeste Paulista, como território despovoado (em verde).

A Grande Depressão levou os consumidores do café brasileiro a pararem de comprá-lo, assim afetando diretamente os cafeicultores de todo o Estado de São Paulo. Com isso, a economia do Oeste Paulista foi fortemente afetada e a sua base passou a ser a criação de bovinos e o cultivo de cana-de-açúcar, amendoim e algodão. Houve forte êxodo rural para as cidades da região e também para a capital paulista. Os latifundiários tomaram as propriedades daqueles que deixaram o campo.
Em meados do século XX, ocorreu a ocupação da região da Alta Paulista, também por meio da ferrovia, com a fixação de colonos das mesmas origens daqueles que chegaram anteriormente à região. A colonização dessa zona foi diferenciada, com cidades planejadas e pequenas propriedades rurais.
Nota-se a grande presença de colônias japonesas na área, como Promissão, Guaimbê e Bastos, sendo esta última o local em que ocorreu o primeiro crime da organização terrorista nipo-brasileira Shindo Renmei, que foi o assassinato do japonês Ikuta Mizobe, no dia 7 de março de 1946. A forte presença de descendentes de japoneses na região rendeu a visita do Príncipe Mikasa a Marília em 1958, ano do cinquentenário do início da imigração japonesa no Brasil, e a do então príncipe e hoje imperador Naruhito em 2008, quando se completou cem anos da chegada dos primeiros japoneses ao Brasil.

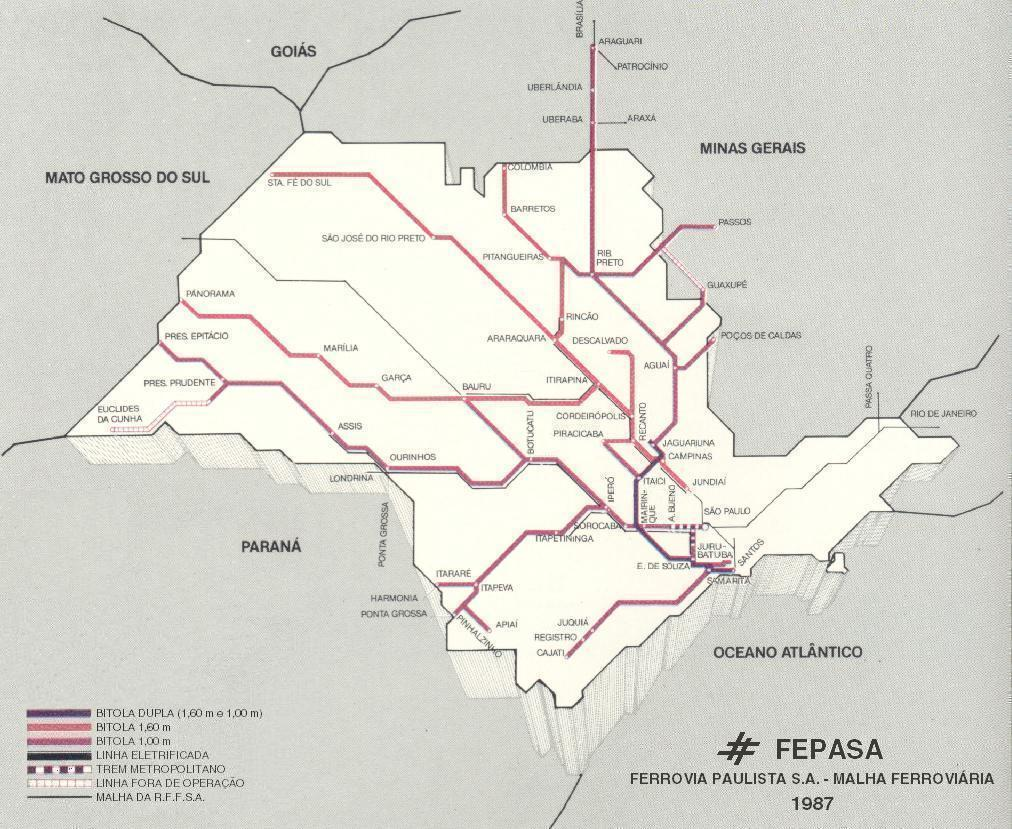
Mapa da malha ferroviária da FEPASA em 1987.

Nas últimas décadas do século XX, o cultivo da cana-de-açúcar passou a ser a base da economia local, com os incentivos à produção de álcool no interior de São Paulo. Muitos dos trabalhadores na indústria sucroalcooleira são de origem nordestina.

### Características regionais no fim do século XIX
No começo do século XX, a região tinha como principais que impulsionaram a colonização e aqueceram a economia local, até a Crise de 1929:
- Terra roxa muito fértil
- Formas capitalistas de ocupação e uso da terra
- Predomínio da grande propriedade
- Investimento produtivo dos lucros
- Fazendas dependentes
- Aristocracia imigrantista, liberal e republicana.
- Senhorio empresarial, desdobrando-se em iniciativas urbanas
- Iniciativa privada e independente
- Aceitação do movimento abolicionista
- Unidade de produção capitalista

## Geografia
O território do Centro-Oeste Paulista conta com 201 municípios compreendidos na área territorial que se encontra entre a margem sul do Rio Tietê e a margem norte do Rio Paranapanema, totalizando uma área territorial de 87.402,23 km², um pouco menor que a área do estado de Pernambuco. Sendo assim, caso fosse um estado, a Região Cento-Oeste Paulista seria o 20º estado da Federação em área territorial. A área territorial da região corresponde a 35,21% do território paulista.

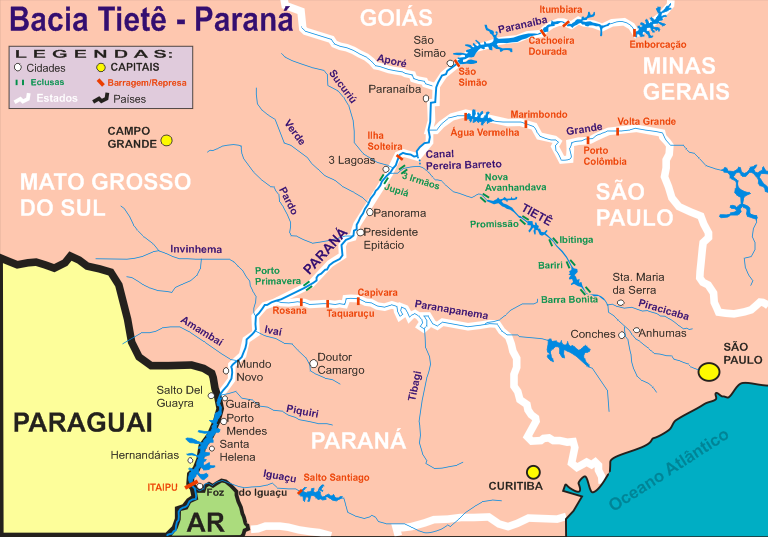
Bacia do Rio Paraná, a bacia que abrange todos os principais rios da região.

Os principais rios da região são: Rio Aguapeí, Rio Paraná, Rio Paranapanema, Rio do Peixe e Rio Tietê. Todos esses rios citados, percorrem relevos planálticos (Planalto Ocidental Paulista) e possuem grande potencial hidroelétrico, percorrendo altitudes que normalmente variam entre 200 a 600 metros acima do nível do mar. A região toda se encontra abrangida sobre o Aquífero Guarani, a maior reserva subterrânea de água doce do mundo e parte da Bacia Hidrográfica do Rio Paraná. O relevo predominantemente é planáltico, e as altitudes girem em torno de 350 metros, na região do Baixo Tietê, até 890 metros, na Serra de Botucatu.
O relevo da região é de origem sedimentar, de predominância planáltica, onde se encontra em quase todo território o solo de coloração avermelhada, que foi apelidado pelos imigrantes italianos como Terra Roxa, que serviu como principal atrativo para o cultivo de café na região, mais tarde abandonado por motivos climáticos (geadas), ou econômicos (desvalorização do café no mercado internacional). O clima predominante na região é o Tropical de Altitude, nas variedades Aw e Cwa na escala de Köppen. Sendo assim, é comum na região a presença de verões quentes e úmidos, com temperaturas acima de 18 °C e invernos amenos ou frios, com baixa precipitação chuvosa.

## Economia

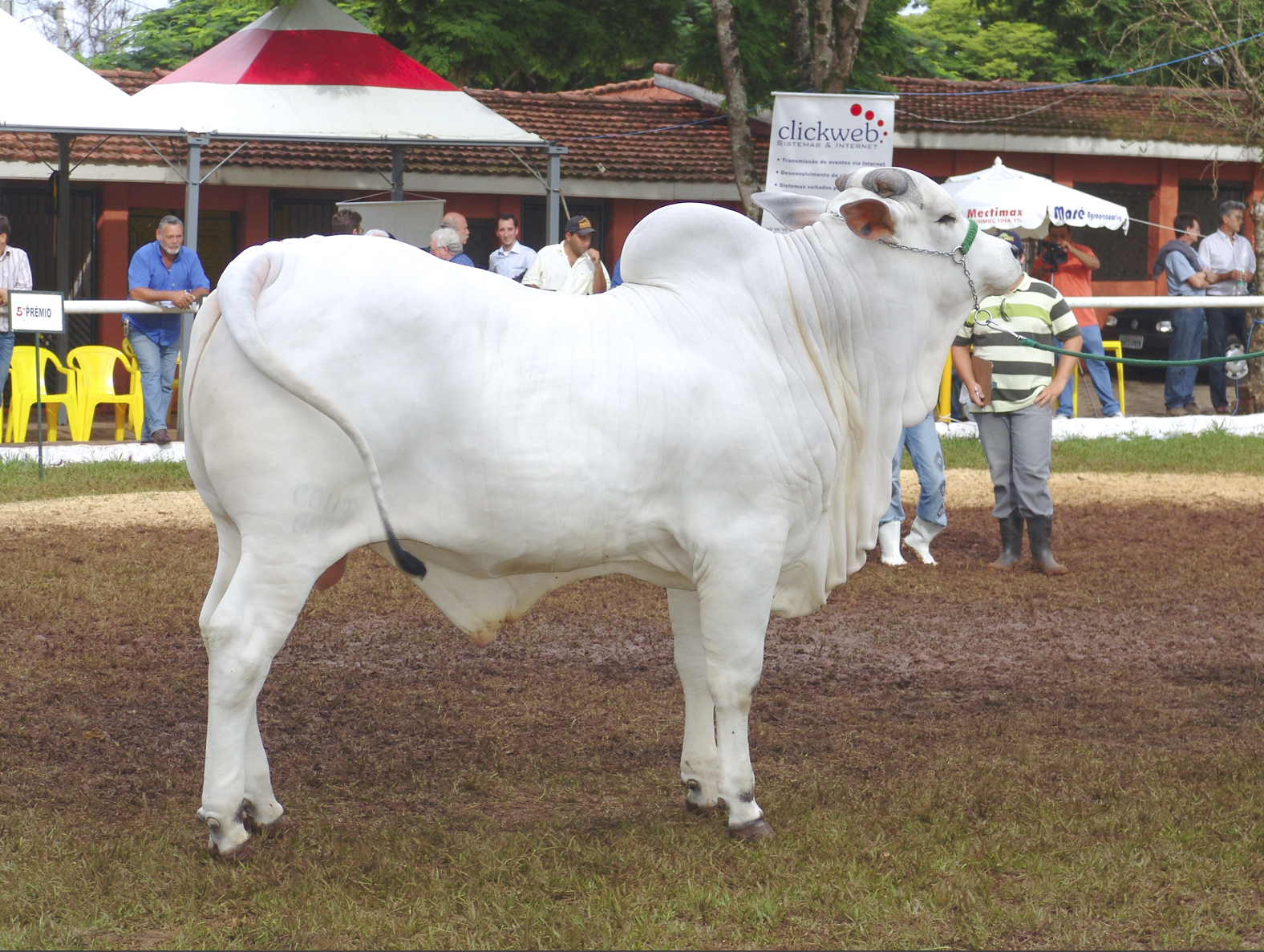
Exemplar de touro da raça Nelore, em Avaré

O Produto Interno Bruto (PIB) da região, segundo dados do IBGE de 2008, gira em torno de R$ 40.090.504.884,00 - pouco superior ao do Maranhão (16º estado da Federação quanto ao PIB) e o PIB per capita em torno de R$ 9.998,93 - um pouco superior ao do Acre (18º estado da Federação quanto a PIB per capita. A economia local tem sido impulsionada pela agropecuária, com destaque à criação de bovinos, que tornaram a região, um dos principais criadores de gado bovino do país.

## Demografia
O Centro-Oeste Paulista conta com uma das menores densidades populacionais do estado de São Paulo. De acordo com o Censo, realizado pelo IBGE em 2010, a população da região é de aproximadamente 4.009.476 habitantes, ou seja, um pouco maior que a população da Paraíba. Sendo assim, se fosse um estado, a região seria o 13º estado do país, em população. Atualmente, a população corresponde a 9,6% da população do Estado de São Paulo. A densidade demográfica da região é de 45,87 habitantes por km², equivalente a do estado do Paraná (12º maior em concentração populacional) e aproximadamente 3,6 vezes menor que a média geral do estado de São Paulo. Considerando a hipótese de que a região fosse um estado, este seria o 13º estado da federação em densidade populacional.
A região se destaca pelos baixos índices de criminalidade, segundo estudo da Organização dos Estados Americanos, feito durante o período de 2002 a 2006, que apresentou na região, baixos índices de assassinato, cuja taxa de assassinatos, na maioria dos municípios, dificilmente excede ao número de 25 mortes a cada 100 mil habitantes, sendo que a única exceção é o município de Clementina onde as taxas de homicídios ficam entre 25,01 a 50 mortes para cada 10 mil habitantes. A criminalidade na região aumentou porém nos últimos anos, em função da vinda de casas de detenções para a região, fortemente rejeitadas pela população e pelo fato da região ser rota de tráfico de drogas oriundos do Paraguai e Bolívia, que chegam a região através dos estados do Mato Grosso do Sul e Paraná, com destino a capital do estado, São Paulo.
O estudo sobre a qualidade de vida e desigualdade na região torna-se complexo, por não haver estudos detalhados, por órgãos oficiais na região, mas, por uma média de índices entre as principais cidades da região (Araçatuba, Assis, Bauru Marília, Ourinhos, Birigui e Presidente Prudente, equivalente a 28,63% da população, pode se obter, um IDH médio de 0,830 segundo dados da PNUD em 2000. Tal índice é equivalente ao índice obtido pelo estado de São Paulo, Rio de Janeiro e Rio Grande do Sul, que ocupam o 3º ao 5º lugar no ranking nacional, de índices mais elevados. Além dos índices citados, a região apresenta:
- Índice de Gini: 0.44 - um pouco menor que a média estadual (Índice de Gini: 0.45)
- Alfabetização: 94,5% - pouco menor que a do Rio Grande do Sul (95% de Alfabetizados)
- Mortalidade Infantil: 11,81 para cada mil nascidos vivos - menor que a do Rio Grande do Sul (13,1 para cada mil nascidos vivos)
- Expectativa de Vida: 74,35 anos - um pouco menor que a do Paraná (74,4 anos)
- Taxa de Fecundidade: 2,03 filhos por mulher
- População Urbana: 96,71%
- População Rural: 3,28%
- Proporção entre gêneros: 1,05 mulheres para cada homem

### Municípios mais populosos
1. Bauru - 380.992
2. Marília - 238.639
3. Presidente Prudente- 227.749
4. Araçatuba - 195.757
5. Jaú - 143.283
6. Botucatu - 122.483
7. Birigui - 105.352
8. Ourinhos - 104.282
9. Assis - 101.597
10. Avaré - 88.385
11. Tupã - 77.568
12. Lins - 77.456

### Etnias
A região apresenta, como uma característica do estado de São Paulo, um predomínio de brancos de ascendência italiana, alemã e ibérica. Veja abaixo a tabela que representa a composição étnica da cidade de Birigüi, uma das cinco maiores do Oeste Paulista.
| Cor/Raça | Percentagem |
| -------- | ----------- |
| Branca   | 78,0%       |
| Negra    | 1,8%        |
| Parda    | 18,8%       |
| Amarela  | 1,1%        |
| Indigena | 0,2%        |

Fonte: Censo 2000

### Religião
A região apresenta uma grande diversidade religiosa; porém, como no restante do país, a população é de maioria católica.
A tabela abaixo mostra a porcentagem da população por crença religiosa do município de Araçatuba, um dos cinco maiores do Oeste Paulista.
| Religião     | Percentagem |
| ------------ | ----------- |
| Católicos    | 65,23%      |
| Evangélicos  | 21,38%      |
| Sem religião | 5,64%       |
| Espíritas    | 3,45%       |
| Oriental     | 1,31%       |
| Umbandistas  | 0,43%       |
| Judeus       | 0,03%       |
| Outros       | 2,5%        |

Fonte: Censo 2000

### Terras indígenas

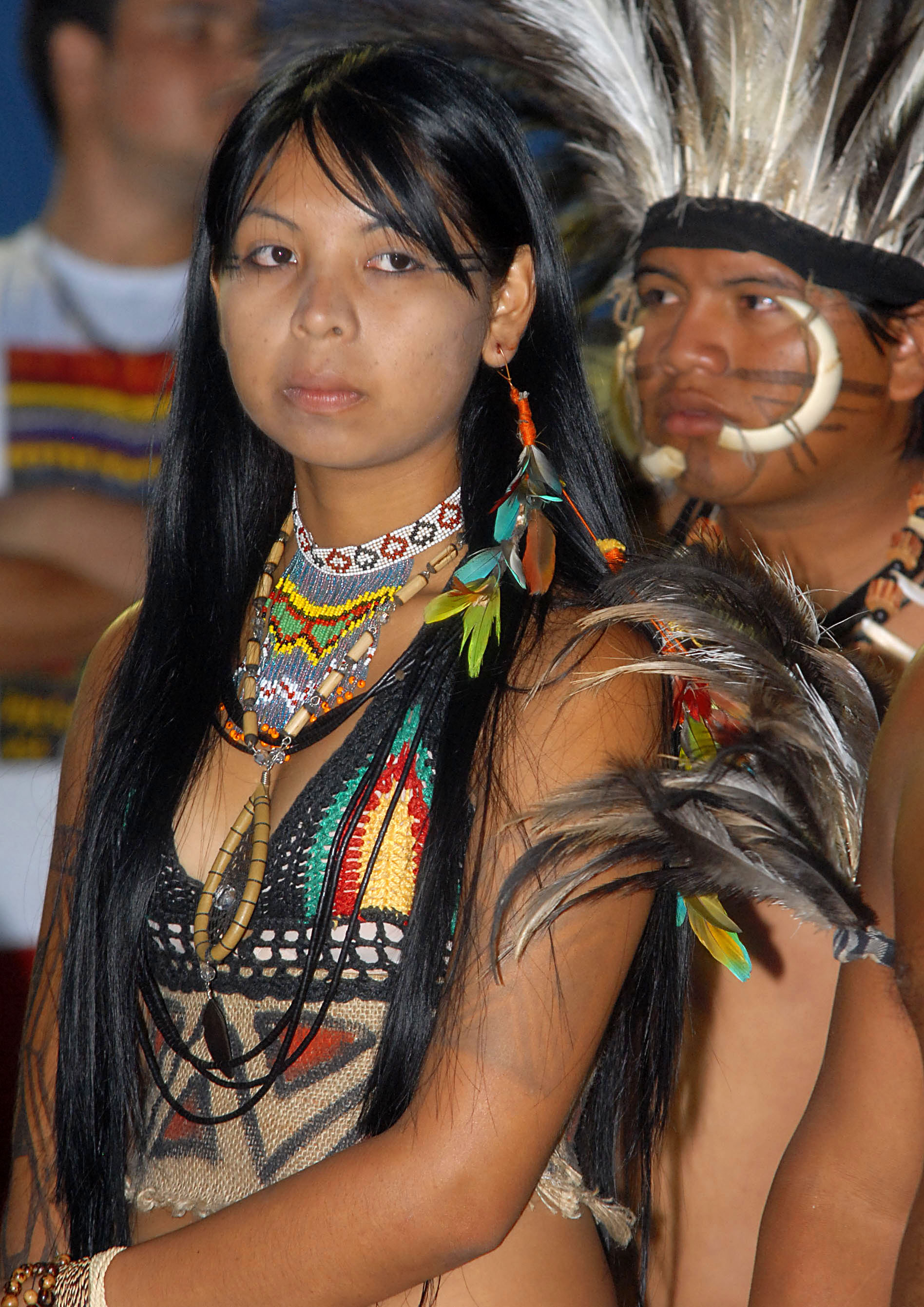
Índia de etnia Terena.

A região, apesar de colonização recente, com menos de 120 anos, não vivenciou períodos de escravidão em seu território, que foi sempre marcado, desde o começo, por propriedades demarcadas atavés do modo de colonização capitalista e sempre se utilizando da mão de obra imigrante. No entanto, na região também havia a existência de alguns povos indigenas, antes da chegada dos colonizadores. Atualmente esses povos índigenas vivem em duas terras indígenas demarcadas pela FUNAI, que se encontram regulamentadas e registadas em Cartório de Registro de Ímoveis e na Secretaria de Patrimônio da União.
Terra Índigena Vanuire
- Documento: Decreto 289 de 30 de outubro de 1991
- Área (ha): 709
- População: 181 (1998) (Fonte: FUNAI/BAURU)
- Presença de isolados: Não
- Municípios: Tupã, SP
- Povos: Kaingang, Krenak

Terra Índigena Icatu
- Documento: Decreto 314 de 30 de outubro de 1991
- Área (ha): 301
- População: 104 (1998) (Fonte: FUNAI/BAURU)
- Presença de isolados: Não
- Municípios: Braúna, SP
- Povos: Kaingang, Terena

## Cultura

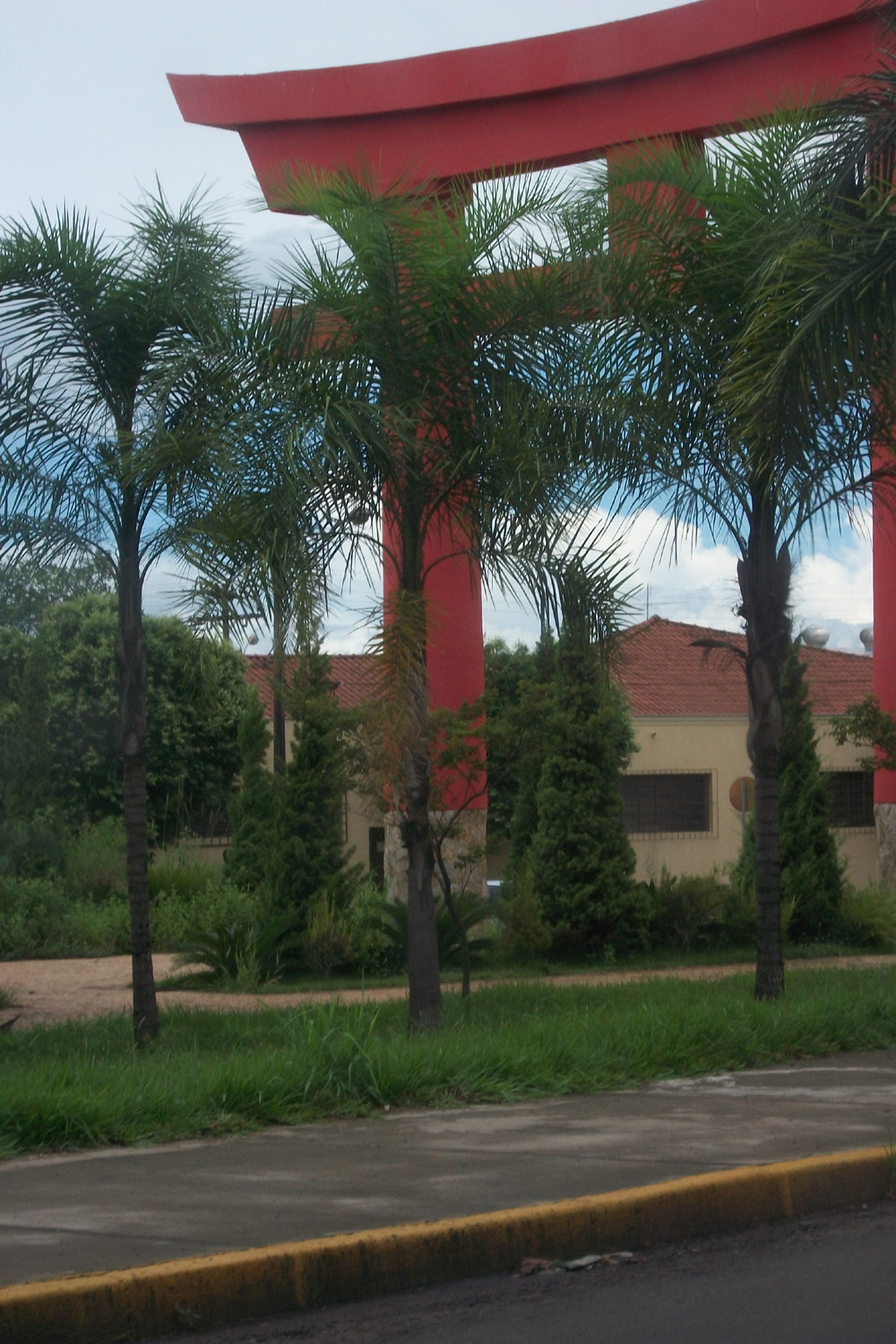
Arquitetura japonesa em Araçatuba.

A cultura do Cento-Oeste Paulista, apresenta particularidades próprias, não vistas em outras partes do país, como o falar de acordo com Dialeto caipira e outras particularidades que surgiram graças à mescla da cultura e dos imigrantes italianos e japoneses, com a cultura do Centro-Oeste brasileiro, que em muito influenciaram a cultura desta região. Tal reflexo torna-se evidente na culinária, que apresenta significantes elementos da culinária mineira e sul-mato grossense.
Quanto a arquitetura e urbanismo, a presença imigrante deixou significativas marcas, em especial elementos da arquitetura japonesa e italiana em boa parte das cidades da região. A cultura nativa também deixou suas marcas na região, sendo isto bem evidente em Tupã, onde toda a área central da cidade fora dedicada aos ameríndios, com nomes de ruas em indígena, por exemplo.

### Eventos religiosos
Em muitos municípios da região, o dia 8 de dezembro é tido como feriado, em comemoração ao dia de Nossa Senhora da Conceição.

### Esporte
A região apresenta presença e alguns destaques em diversos esportes, em especial o judô. Quanto ao futebol, a população costuma torcer para os clubes da capital, em virtude da ausência de clubes de futebol locais na série A. Atualmente, a região possui os seguintes clubes de futebol:
Filiados a FPV 
- Esporte Clube Futuro (Vôlei Futuro) - Araçatuba

Filiados a FPF
Mesorregião de Araçatuba
- Associação Esportiva Araçatuba - Araçatuba
- Bandeirante Esporte Clube - Birigui
- Clube Atlético Penapolense - Penápolis

Mesorregião de Assis
- Associação Esportiva Santacruzense - Santa Cruz do Rio Pardo
- Clube Atlético Assisense - Assis
- Esporte Clube Paraguaçuense - Paraguaçu Paulista

Mesorregião de Presidente Prudente
- Associação Atlética Ranchariense - Rancharia
- Grêmio Desportivo Prudente - Presidente Prudente
- Osvaldo Cruz Futebol Clube - Osvaldo Cruz
- Presidente Prudente Futebol Clube - Presidente Prudente

Mesorregião de Bauru
- Clube Atlético Lençoense - Lençóis Paulista
- Clube Atlético Linense - Lins
- Esporte Clube Noroeste - Bauru
- Esporte Clube XV de Novembro - Jaú
- Flamengo Futebol Clube - Pirajuí
- América Futebol Clube - São Manuel (feminino)
- Associação Botucatuense de Desporto - Botucatu (feminino)

Mesorregião de Marília
- Marília Atlético Clube - Marília
- Tupã Futebol Clube - Tupã

## Infraestrutura

### Representatividade política
Boa parte da infraestrutura local deve-se ao fato de iniciativas isoladas da iniciativa privada e das prefeituras municipais. Infraestruturas de iniciativa federal ou estadual são pouco frequentes ou ausentes, sendo isto culpa da pouca representatividade região nas esferas federais e estaduais, havendo apenas seis Deputados Estaduais representando a região na Assembleia Legislativa do Estado de São Paulo e, três deputados federais, que representam a região na Câmara dos Deputados, o que corresponde a 4,3% dos assentos que São Paulo tem por direito, na esfera federal, o que é muito a menos que a proporção populacional que a região apresenta para o Estado. Se fosse um Estado, a região teria direito a doze Deputados Federais, representatividade que atualmente a Paraíba dispõe. Porém, graças aos esforços das Prefeituras Municipais e da iniciativa privada, setores importantes da região tem sido supridos.

### Serviço Militar
A região pertence a 1ª Região Militar (São Paulo), sendo abrangida pela 06ª Circunscrição do Serviço Militar, com sede em Bauru. A região conta com forte presença de Tiros de Guerra (TG), mantidos pelas municipalidades onde estão sediados.

### Organizações Eclesiásticas
A região está sob a área de jurisdição da Arquidiocese de Botucatu, tendo todas as sete dioceses sufragâneas localizadas no território do Centro-Oeste Paulista.

### Aeroportos
A região é servida por dezoito aeroportos, sendo que somente os aeroportos de Bauru, Bauru-Arealva, Marília, Presidente Prudente e Araçatuba possuem voos comerciais.

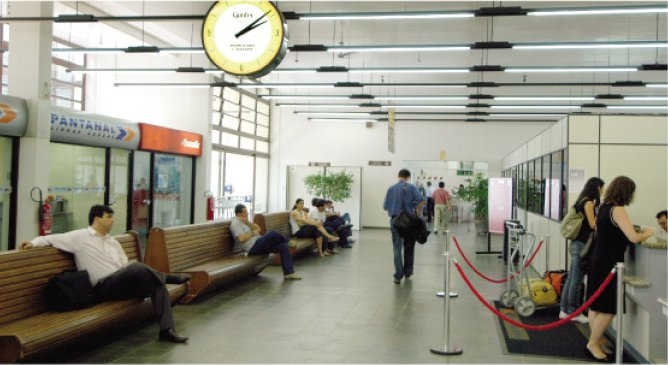
Aeroporto Dário Guarita em Araçatuba

Contando com o aeroporto de Presidente Prudente que é o mais movimentado entre os citados.
- Aeroporto de Adamantina
- Aeroporto de Andradina
- Aeroporto de Araçatuba
- Aeroporto de Assis
- Aeroporto de Avaré
- Aeroporto de Bauru
- Aeroporto de Bauru-Arealva
- Aeroporto de Botucatu
- Aeroporto de Dracena
- Aeroporto de Lins
- Aeroporto de Marília
- Aeroporto de Ourinhos
- Aeroporto de Penápolis
- Aeroporto de Presidente Epitácio
- Aeroporto de Presidente Prudente
- Aeroporto de Presidente Venceslau
- Aeroporto de Primavera (Rosana)
- Aeroporto de São Manuel
- Aeroporto de Tupã

### Comunicações
- Canais de Televisão

A televisão aberta na região conta com nove redes filiadas de TV aberta, além de oito canais de TV aberta não ligados a rede filiadas: Uno TV (Canal Futura), TH+ SBT Interior, SBT Central, RecordTV Paulista, RecordTV Rio Preto, TV Bandeirantes SP Interior, TV Birigui (TV Brasil), TV TEM (Globo) e TV Fronteira (Globo).
- Radiodifusão

Há na região muitas emissoras de rádio difusão
- Telecomunicações

A região é abrangida pelo DDD 18 nas regiões de Presidente Prudente, Araçatuba e Assis e pelo DDD 14, nas regiões de Bauru, Marília, Lins e Ourinhos. A companhia telefônica responsável pela região é a Telefónica, como no resto do estado de São Paulo.
- Internet

A região conta com alguns municípios que oferecem internet via-rádio de forma gratuita, como Sud Mennucci e Adamantina. Uma das maiores cidades da região, Presidente Prudente, oferece pontos de wireless no Parque do Povo, um dos principais pontos da cidade.
- Jornais impressos

A região dispões de uma grande quantidade de Jornais Impressos.

### Instituições de ensino superior

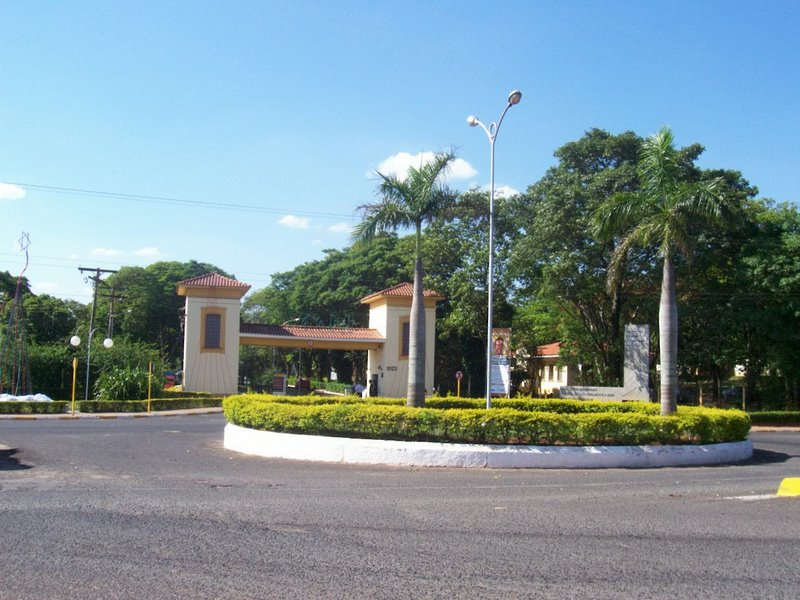
Centro Universitário de Lins.

A região conta com muitas instituições de ensino superior, a maioria destas criadas com o capital privado local. Hoje, graças à educação a distância, muitas instituições vêm conseguindo chegar ao Oeste Paulista. Segue abaixo a relação das instituições de ensino presencial do Oeste Paulista:
Municipais
- Faculdades Adamantinenses Integradas - FAI (Adamantina)
- Fundação Educacional do Município de Assis - FEMA (Assis)
- Faculdade de Tecnologia de Birigui - FATEB (Birigui)

Estaduais
- Universidade Estadual Paulista Júlio de Mesquita Filho (UNESP) - Campi em Araçatuba, Assis, Bauru, Botucatu, Ilha Solteira, Marília, Dracena, Ourinhos, Presidente Prudente, Tupã, Rosana.
- Universidade de São Paulo (USP) - Campi em Bauru e polo a distância em Jaú.
- Faculdade de Tecnologia do Estado de São Paulo (FATEC) - Campi em Araçatuba, Assis, Bauru, Jaú, Botucatu, Garça, Lins, Marília, Ourinhos e Presidente Prudente.
- Faculdade de Medicina de Marília (FAMEMA) - Campus em Marília.

Federais
- Universidade Aberta do Brasil (UAB) - Polo em Taurmã e  Jaú
- Instituto Federal de São Paulo (IFSP) - Campi em Assis, Tupã,Avaré,Birigui e Presidente Epitácio

Particulares
- Faculdades Integradas de Ourinhos - FIO
- Faculdade Orígenes Lessa - FACOL (Lençóis Paulista)
- Faculdade Estácio de Sá de Ourinhos - FAESO
- Faculdades Integradas Antônio Eufrásio de Toledo - FIAET
- Centro Universitário Eurípedes de Marília - UNIVEM (Marília)
- Centro Universitário Toledo - UniToledo (Araçatuba)
- Faculdade da Alta Paulista - FADAP/FAP (Tupã)
- Universidade do Oeste Paulista - Unoeste (Presidente Prudente)
- Universidade de Marília - Unimar (Marília)
- Centro Universitário de Lins - UNILINS (Lins)
- Universidade Paulista - UNIP (Araçatuba, Assis e Bauru)
- Centro de Ensino Superior de Dracena - CESD (Dracena)
- Faculdades Gammon - FUNGE, antigas ESAPP e FACIG (Paraguaçu Paulista)
- Instituto de Ensino Superior de Garça - IESG (Garça)
- Instituição Toledo de Ensino - ITE (Bauru e Botucatu)
- Faculdades Integradas de Jaú - FAFIJA (Jaú)
- Universidade Sagrado Coração - USC (Bauru)
- Instituto de Educação de Assis - IEDA (Assis)
- Centro de Ensino Superior de Primavera - CESPRI
- Faculdade de Ciências Contábeis e de Administração de Empresas FACCAT (Tupã)

### Instituições de ensino médio e técnico
Há espalhadas pela região Escolas Técnicas Estaduais (ETEC-SP - Centro Paula Souza), cuja lista de cidades servidas segue abaixo:
- Adamantina
- Andradina
- Assis
- Bauru
- Birigui
- Dracena
- Garça
- Ilha Solteira
- Lençóis Paulista
- Lins
- Marília
- Ourinhos
- Palmital
- Paraguaçu Paulista
- Penápolis
- Presidente Prudente
- Presidente Venceslau
- Rancharia
- Teodoro Sampaio
- Tupã
- Votuporanga
- Quatá

### Maiores empresas
O parque industrial do Oeste Paulista, é marcado pela forte concentração de empresas que existem graças ao capital local, e que hoje são conhecidas no país inteiro, dentre elas podemos citar:
- Colchões Castor - um dos principais fabricantes de colchões do país, atuando também no mercado de móveis e decoração, com sede em Ourinhos.
- Funada - uma das maiores marcas de refrigerantes do país, com sede em Presidente Prudente.
- Jacto S/A - uma das maiores fabricantes de máquinas e implementos agrícolas do país, com sede em Pompeia.
- Industrial e Comercial Marvi Ltda - maior indústria de produtos para sorvetes da América Latina, e está entra as cinco maiores do mundo, com sede em Ourinhos.
- Taxi Aéreo Marilia, hoje TAM Linhas Aéreas, foi fundada no município de Marília, hoje uma das maiores companhias aéreas do país, com sua sede em São Paulo.
- Tilibra - referência no segmento de papelaria, material escolar e produtos para escritório, com sede em Bauru.
- Viação Motta - companhia de transportes rodoviários com a frota de ônibus mais moderna do país, com sede em Presidente Prudente.
- Bradesco Banco criado a partir da Antiga Casa Bancária Almeida, fundado na cidade de Marília em 1943, atualmente sua sede é em Osasco SP, sendo o segundo maior banco em ativos totais do país. A agência nº2 continua em Marilia até hoje.
- Empresa de Transportes Andorinha, uma das maiores empresas de transporte rodoviário do país, com sede em Presidente Prudente.
- Expresso de Prata, principal companhia de transporte rodoviário da região, com sede em Bauru.
- Klin , A maior indústria brasileira de calçados infantis, com sede em Birigui e filiais em vários estados
- Reunidas Paulista, uma das principais companhias de transportes rodoviários da região, com sede em Araçatuba.
- Marilan, famosa marca de alimentos, com sede em Marília.
- Biomecânica, referência nacional e exportadora de proteses ortopédicas, com sede em Jaú
- Sasazaki Portas e Janelas, maior empresa de produção de portas e janelas de aço e alumínio do país, com sede em Marilia.
- Coimma - Balanças e troncos, empresa líder de mercado nacional em balanças rodoviárias e bovinas e troncos de contenção para gado de pequeno, médio e grande porte, com sede em Dracena.
- PRX, líder na América Latina no segmento de Sistemas de Gestão Agroindustrial. Hoje é parte da TOTVS e tem sua sede em Assis.
- VSM, grande empresa de Sistemas de Gestão de Farmácias, com sede em Assis.
- Zilor, é um grupo privado do Brasil, com négocios nas áreas de energia, alimentos, e gestão de propriedades agrícolas, com sede em Lençóis Paulista.
- Amendupã, importante fabricante de doces e salgados de amendoim, com sede em Tupã
- Guerino Seiscento, importante empresa de transporte intermunicipal e interestadual de passageiros, fundada e com sede em Tupã

### Casas de detenção
Foram instaladas muitas penitenciárias na região, durante o final da década de 1990 e começo da década de 2000, em parceria com os municípios locais. Porém a instalação de casas de detenção na região foram fortemente rejeitadas pela população, o que resultou numa grande redução de intalação de novas penitenciárias. Atualmente os municípios da região que contam com penitenciárias são:
- Avanhandava (Penintenciária Compacta)
- Araçatuba
- Birigui (Centro de Ressocialização)
- Assis
- Bauru
- Dracena (Penintenciária Compacta)
- Junqueirópolis
- Jaú(Centro de Ressocialização)
- Lavínia
- Lins (Centro de Ressocialização)
- Marília
- Martinópolis
- Mirandópolis
- Osvaldo Cruz (Centro de Reabilitação)
- Pacaembu (Centro de Progressão Penitenciária)
- Paraguaçú Paulista (Penintenciária Compacta)
- Pracinha
- Presidente Bernardes
- Presidente Venceslau
- Presidente Prudente
- Tupi Paulista
- Valparaíso (Centro de Progressão Penitenciária)

## Transportes

### Rodoviário

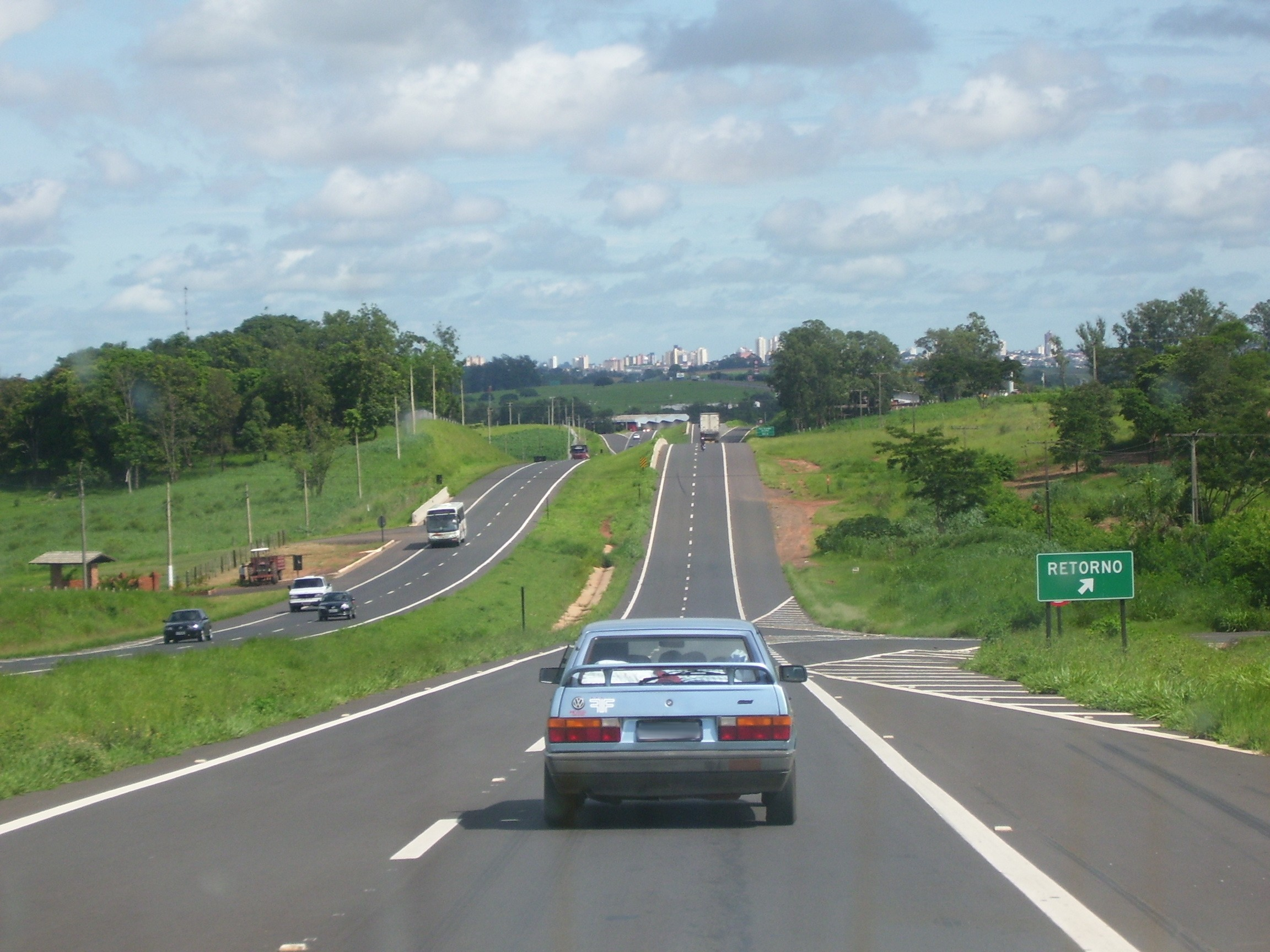
Rodovia Raposo Tavares, uma das principais da região.

As rodovias hoje, são o principal meio de transporte da região, coincidindo com o que acontece no restante do território nacional. Com o fim do transporte ferroviário na região, as rodovias se tornaram o principal meio de transporte local. O traçado das rodovias, coincide com antigo traçado das ferrovias, que são longitudinal e paralelas entre si, ligando sempre à capital estadual. As principais rodovias da região são:
- Rodovia Marechal Rondon (SP-300)
- Rodovia Comandante João Ribeiro de Barros (SP-255/SP-225/SP-294)
- Rodovia Raposo Tavares (SP-270)
- Rodovia Assis Chateaubriand (SP-425)
- Rodovia Transbrasiliana (BR-153)

Com a falência do sistema Ferroviário na região, hoje apenas servindo a região de Araçatuba, o sistema rodoviário na região está em grande ascensão. Hoje, oito empresas se destacam no Transporte Rodoviário da Região, sendo que algumas delas, se destacam entre as maiores empresas de ônibus do país, que são: Expresso de Prata (servindo a Alta Paulista), Expresso Adamantina (servindo a Alta Paulista), Guerino Seiscentos (servindo a Alta Paulista), Reunidas Paulista (servindo o Vale do Tietê), Viação Andorinha (servindo a Alta Sorocabana), Viação Jandaia (servindo a Alta Paulista e Alta Sorocabana) e Viação Princesa (servindo a Alta Paulista e o Médio Paranapanema).

### Ferroviário
As estradas de ferro, que foram fundamentais para a colonização da região, hoje se encontram desativadas, e estão pertencendo à América Latina Logística (ALL).